# Léonce-Henri Burel
Pour les articles homonymes, voir Burel.
Léonce-Henri Burel est un directeur français de la photographie et de l'image filmographique, né le 23 novembre 1892 à Indre (Loire-Atlantique) et mort le 21 mars 1977 à Mougins (Alpes-Maritimes).

## Biographie
Léonce-Henri Burel a étudié à l'école des beaux-arts de Nantes avant d'exercer plusieurs professions : photograveur, phototypiste-portraitiste et enfin opérateur, à partir de 1914. Cette activité fera de lui « sans doute la principale figure des années vingt considérée comme digne d’attention, aux côtés de Jules Kruger, Fédote Bourgassoff », peut-on lire dans le Dictionnaire du cinéma français des années vingt.

## Filmographie partielle

### Années 1910
- 1914 : Dans les griffes de la peur de Georges-André Lacroix
- 1914 : La Dénonciatrice de Georges-André Lacroix
- 1914 : L'Heure tragique de Georges-André Lacroix
- 1915 : Alsace d'Henri Pouctal
- 1915 : L'Énigme de dix heures d'Abel Gance
- 1915 : Un drame au château d'Acre (Les morts reviennent-ils ?) d'Abel Gance
- 1915 : Strass et Compagnie d'Abel Gance
- 1915 : L'Héroïsme de Paddy d'Abel Gance
- 1915 : La Fleur des ruines d'Abel Gance
- 1916 : Le Fou de la falaise d'Abel Gance
- 1916 : Fioritures ou Sources de beauté (La Source de beauté) d'Abel Gance
- 1916 : Ce que les flots racontent d'Abel Gance
- 1916 : Les Gaz mortels (Le Brouillard sur la ville) d'Abel Gance
- 1916 : Le Droit à la vie d'Abel Gance
- 1916 : La Femme inconnue de Gaston Ravel
- 1917 : Les Mouettes de Maurice Mariaud
- 1917 : Mater dolorosa (The Torture of Silence) d'Abel Gance
- 1917 : Barberousse (Barberousse) d'Abel Gance
- 1917 : Les Deux Amours de Charles Burguet
- 1917 : La Zone de la mort (The Zone of Death) d'Abel Gance
- 1918 : Le Comte de Monte-Cristo ; épisode 1 : Edmond Dantès ; épisode 2 : Le trésor de Monte Cristo ; épisode 3 : Le philanthrope ; épisode 4 : Simbad le marin ; épisode 5 : La conquête de Paris ; épisode 6 : Les trois vengeances ; épisode 7 : Les derniers exploits de Caderousse ; épisode 8 : Châtiments ; d'Henri Pouctal
- 1918 : Le Marchand de bonheur de Georges-André Lacroix
- 1918 : L'Expiation (Le Marquis de Vilbois) de Camille de Morlhon
- 1918 : Ecce homo d'Abel Gance
- 1918 : La Dixième Symphonie d'Abel Gance
- 1918 : J'accuse! (I Accuse) d'Abel Gance
- 1919 : Mademoiselle de La Seiglière d'André Antoine

### Années 1920
- 1920 : L'Hirondelle et la Mésange (L'Alouette et la Mésange) d'André Antoine
- 1920 : La Roue d'Abel Gance
- 1920 : Face à l'Océan de René Leprince
- 1922 : L'Arlésienne d'André Antoine
- 1922 : La Conquête des Gaules de Léonce-Henri Burel, Yan B. Dyl et Marcel Yonnet
- 1922 : Crainquebille (Coster Bill of Paris) de Jacques Feyder
- 1922 : Visages d'enfants (Faces of Children) de Jacques Feyder
- 1923 : Paternité de Gennaro Dini
- 1923 : L'Image (Das Bildnis) de Jacques Feyder
- 1924 : Salammbô (Der Kampf um Karthago) de Pierre Marodon
- 1926 : Michel Strogoff de Victor Tourjanski
- 1927 : Napoléon d'Abel Gance
- 1927 : Casanova (Prince of Adventurers) (The Loves of Casanova) d'Alexandre Volkoff
- 1927 : Paname... n'est pas Paris (Apaches of Paris) de Nikolai Malikoff
- 1927 : Morgane la sirène (Morgane the Enchantress) de Léonce Perret
- 1928 : La Danseuse Orchidée (The Orchid Dancer) (Woman of Destiny) de Léonce Perret
- 1928 : Les Trois Passions (The Three Passions) de Rex Ingram
- 1928 : L'Équipage (The Crew) (The Last Flight) de Maurice Tourneur
- 1929 : Le Requin d'Henri Chomette
- 1929 : Vénus de Louis Mercanton

### Années 1930
- 1930 : Nuits de princes de Marcel L'Herbier
- 1930 : L'Etrangère de Gaston Ravel
- 1930 : La Femme d'une nuit de Marcel L'Herbier
- 1930 : Le Mystère de la chambre jaune (The Mystery of the Yellow Room) de Marcel L'Herbier
- 1930 : Un soir de rafle (Dragnet Night) de Carmine Gallone
- 1931 : L'Aiglon de Victor Tourjanski
- 1931 : Danton de  Hans Behrendt
- 1931 : Un soir de rafle de Carmine Gallone
- 1932 : Il a été perdu une mariée de  Léo Joannon
- 1932 : Baroud (Love in Morocco) de  Rex Ingram et Alice Terry
- 1932 : La Femme nue (The Nude Woman) de Jean-Paul Paulin
- 1932 : Le Parfait Accord (Perfect Understanding) de Cyril Gardner
- 1933 : Son autre amour d'Alfred Machard et Constant Rémy
- 1933 : Pas besoin d'argent (Man braucht kein Geldde) de Jean-Paul Paulin
- 1933 : Mariage à responsabilité limitée de Jean de Limur
- 1933 : Le Fakir du Grand Hôtel de Pierre Billon
- 1933 : Les Deux Monsieur de Madame d'Abel Jacquin et Georges Pallu
- 1933 : Coralie et Compagnie d'Alberto Cavalcanti
- 1933 : L'Abbé Constantin de Jean-Paul Paulin
- 1934 : Un homme en or (A Man and His Wife) de Jean Dréville
- 1934 : Le Petit Jacques de Gaston Roudès
- 1934 : Toboggan (Battling-Géo) d'Henri Decoin
- 1934 : L'homme à l'oreille cassée de Robert Boudrioz
- 1934 : Napoléon Bonaparte d'Abel Gance
- 1934 : Touche-à-tout de Jean Dréville
- 1935 : L'Auberge du petit dragon de Jean de Limur
- 1936 : Hélène de Jean Benoit-Lévy et Marie Epstein
- 1936 : La Gondole aux chimères d'Augusto Genina
- 1936 : Les Petites Alliées de Jean Dréville
- 1936 : La Dernière Valse de Leo Mittler
- 1936 : Mademoiselle ma mère d'Henri Decoin
- 1937 : La Mort du cygne (Ballerina) de Jean Benoit-Lévy et Marie Epstein
- 1937 : Les Filles du Rhône de Jean-Paul Paulin
- 1937 : Abus de confiance d'Henri Decoin
- 1938 : Mirages (ou Si tu m'aimes) d'Alexandre Ryder
- 1938 : Retour à l'aube (She Returned at Dawn) d'Henri Decoin
- 1938 : Carrefour (Crossroads) de Curtis Bernhardt
- 1938 : Éducation de prince (Bargekeepers Daughter) d'Alexander Esway
- 1939 : L'Homme du Niger (Forbidden Love) de Jacques de Baroncelli
- 1939 : Pour le maillot jaune de Jean Stelli

### Années 1940
- 1940 : Vénus aveugle (Blind Venus) d'Abel Gance
- 1941 : Le Club des soupirants (Nine Bachelors) de Maurice Gleize
- 1941 : Une femme dans la nuit d'Edmond T. Gréville
- 1942 : La Belle Aventure (Twilight) de Marc Allégret
- 1942 : Feu sacré de Maurice Cloche et Jean Choux
- 1942 : Ne le criez pas sur les toits de Jacques Daniel-Norman
- 1943 : Les Mystères de Paris de Jacques de Baroncelli
- 1945 : Étrange Destin de Louis Cuny
- 1945 : La Route du bagne de Léon Mathot
- 1945 : La Colère des dieux de Karel Lamač
- 1946 : Le Fugitif de Robert Bibal
- 1946 : Dernier Refuge de Marc Maurette
- 1947 : Pour une nuit d'amour d'Edmond T. Gréville[réf. nécessaire]
- 1947 : Carrefour du crime de Jean Sacha
- 1948 : Métier de fous d'André Hunebelle
- 1948 : Rocambole de Jacques de Baroncelli (1re époque)
- 1948 : La Revanche de Baccarat de Jacques de Baroncelli (2e époque)
- 1948 : Tous les deux de Louis Cuny
- 1948 : Les Casse-pieds (The Spice of Life) de Jean Dréville
- 1948 : Valse brillante de Jean Boyer
- 1948 : Suzanne et ses brigands d'Yves Ciampi
- 1948 : Le Mystère Barton de Charles Spaak
- 1949 : La Ronde des heures d'Alexandre Ryder

### Années 1950
- 1950 : Le Journal d'un curé de campagne de Robert Bresson
- 1950 : Banco de prince de Michel Dulud
- 1950 : Bille de clown de Jean Wall
- 1950 : La Vie chantée de Noël-Noël
- 1951 : La Vérité sur Bébé Donge (The Truth of Our Marriage) d'Henri Decoin
- 1951 : La Demoiselle et son revenant de Marc Allégret
- 1953 : Mon gosse de père de Léon Mathot
- 1953 : L'envers du paradis d'Edmond T. Gréville
- 1953 : Secrets d'alcôve (Il letto) (The Bed)
- 1953 : La Route Napoléon de Jean Delannoy
- 1953 : L'Étrange Désir de monsieur Bard de Géza von Radványi
- 1954 : Marianne de ma jeunesse (Marianne of My Youth) de Julien Duvivier
- 1955 : La Madone des sleepings d'Henri Diamant-Berger
- 1955 : Tant qu'il y aura des femmes d'Edmond T. Gréville
- 1955 : Toute la ville accuse de Claude Boissol
- 1955 : Bonjour sourire de Claude Sautet
- 1955 : Vous pigez ? de Pierre Chevalier
- 1956 : Mon curé chez les pauvres d'Henri Diamant-Berger
- 1956 : Un condamné à mort s'est échappé de Robert Bresson
- 1956 : Magirama d'Abel Gance et Nelly Kaplan
- 1957 : Les Fanatiques d'Alex Joffé
- 1957 : Quand sonnera midi d'Edmond T. Gréville
- 1958 : Cette nuit-là de Maurice Cazeneuve
- 1959 : Pickpocket de Robert Bresson

### Années 1960
- 1961 : Un soir sur la plage de Michel Boisrond
- 1962 : Procès de Jeanne d'Arc de Robert Bresson
- 1963 : Un drôle de paroissien de Jean-Pierre Mocky
- 1963 : Chair de poule  de Julien Duvivier
- 1964 : Dernier Tiercé de Richard Pottier
- 1967 : Les Compagnons de la marguerite, de Jean-Pierre Mocky

### Années 1970
- 1971 : Bonaparte et la révolution d'Abel Gance